# SK Bunga Melati
Lo SK Bunga Melati è una squadra olandese di calcio a 5 con sede a Tilburg.

## Storia
La squadra è stata fondata nel 1976 e ha continuato a portare il nome del primo sponsor della squadra, un ristorante di Tilburg.
Il Bunga Melati ha attraversato il miglior momento della sua esistenza a metà degli anni 1990, quando si impose per tre volte nel campionato nazionale, vincendo due volte anche la Coppa dei Paesi Bassi, in entrambi i casi centrando il double campionato-coppa. Ai tre campionati sono seguite tre Coppe del Benelux contro ZVK Sint-Truiden e ZVK Ford Genk. I buoni risultati internazionali sono culminati nel marzo del 1997 con la semifinale della Coppa Intercontinentale persa contro il Barcellona.

## Rosa 2008-2009
| N. |                        | Ruolo | Calciatore     |
| -- | ---------------------- | ----- | -------------- |
| 1  | Paesi Bassi (bandiera) | G     | Karim Ajjaji   |
| 2  | Paesi Bassi (bandiera) | G     | Mohamed Chaibi |
| 3  | Paesi Bassi (bandiera) | G     | Appie Azouag   |
| 4  | Paesi Bassi (bandiera) | G     | Machiel Debets |
| 5  | Paesi Bassi (bandiera) | G     | Sam van Bracht |
| 6  | Paesi Bassi (bandiera) | G     | Anar Ismaljov  |
| 8  | Paesi Bassi (bandiera) | G     | Angelko Lazic  |

| N. |                        | Ruolo | Calciatore        |
| -- | ---------------------- | ----- | ----------------- |
| 9  | Paesi Bassi (bandiera) | G     | Mohammed Marouane |
| 10 | Paesi Bassi (bandiera) | G     | Francois Pigmans  |
| 11 | Paesi Bassi (bandiera) | G     | Achmed Zerouali   |
| 12 | Paesi Bassi (bandiera) | G     | Jan Perdijk       |
| 14 | Paesi Bassi (bandiera) | G     | Abdel Rifi        |
| 12 | Paesi Bassi (bandiera) | G     | Joris Schellekens |
| 14 | Paesi Bassi (bandiera) | G     | Bram Snell        |

## Palmarès
- Campionato olandese: 3
1995, 1997, 1998
- Coppa dei Paesi Bassi: 2
1996-1997, 1997-1998
- Coppa del Benelux: 3
1996, 1998, 1999